# Corcelle-Mieslot
Corcelle-Mieslot település Franciaországban, Doubs megyében. Lakosainak száma 94 fő (2022. január 1.). Corcelle-Mieslot Rigney, Moncey, Pouligney-Lusans, Rignosot, La Tour-de-Sçay és Marchaux-Chaudefontaine községekkel határos.

## Népesség
A település népességének változása:
| Lakosok száma | 45   | 55   | 88   | 101  | 109  | 108  | 109  | 107  | 105  | 94   |
|               | 1968 | 1982 | 1990 | 2006 | 2013 | 2015 | 2017 | 2019 | 2020 | 2022 |